# Hamptjärnen (Junsele socken, Ångermanland, 706514-155616)
Hamptjärnen är en sjö i Sollefteå kommun i Ångermanland och ingår i Ångermanälvens huvudavrinningsområde. Sjön är 4,7 meter djup, har en yta på 0,03 kvadratkilometer och är belägen 200 meter över havet.